# Low Moor, Iowa
Low Moor là một thành phố thuộc quận Clinton, tiểu bang Iowa, Hoa Kỳ. Năm 2010, dân số của thành phố này là 288 người.

## Dân số
Dân số qua các năm:
- Năm 2000: 240 người.
- Năm 2010: 288 người.